# 曾继新
曾继新（1971年10月—），中华人民共和国外交官，现任中华人民共和国驻巴勒斯坦国办事处主任。

## 生平
曾继新曾任外交部干部司考录职称处副处长、驻罗马尼亚大使馆政务参赞、外交部干部司参赞。2023年4月，出任中华人民共和国驻巴勒斯坦国办事处主任，职衔为大使衔。